# Bob Huntington
Bob Huntington, właśc. Robert Palmer Huntington Jr. (ur. 15 stycznia 1869 w Louisville; zm. 12 marca 1949 Poughkeepsie) – amerykański tenisista, zwycięzca U.S. National Championships 1891 i U.S. National Championships 1892 w grze podwójnej.

## Kariera tenisowa
Bob Huntington wygrał dwa razy U.S. National Championships (obecnie US Open) w konkurencji gry podwójnej mężczyzn, w 1891 i 1892, wspólnie z Oliverem Campbellem. W 1893 był także z Campbellem w finale. W zawodach singlowych dwa razy osiągnął półfinał, podczas turnieju w 1890 i 1902.

### Finały w turniejach wielkoszlemowych

#### Gra podwójna (2–1)
| Końcowy wynik | Nr | Data | Turniej                              | Nawierzchnia | Partner         | Przeciwnicy                    | Wynik finału       |
| ------------- | -- | ---- | ------------------------------------ | ------------ | --------------- | ------------------------------ | ------------------ |
| Zwycięzca     | 1. | 1891 | U.S. National Championships, Newport | Trawiasta    | Oliver Campbell | Valentine Hall Clarence Hobart | 6:3, 6:4, 8:6      |
| Zwycięzca     | 2. | 1892 | U.S. National Championships, Newport | Trawiasta    | Oliver Campbell | Valentine Hall Edward L. Hall  | 6:4, 6:2, 4:6, 6:3 |
| Finalista     | 1. | 1893 | U.S. National Championships, Chicago | Trawiasta    | Oliver Campbell | Clarence Hobart Fred Hovey     | 3:6, 4:6, 6:4, 2:6 |